# مسجد فوتي
مسجد فوتي وسمى أيضا مسجد فاوتي (بالإنجليزية : Fauti Masjid أو Phuti Masjid) هو مسجد في مدينة كومابور في الهند , بني من قبل نواب بنغال سارفاراز خان عام 1740 , ويقال أنه قد تم بنائه من قبل سارفاراز خان في ليلة واحدة , ومع ذلك يقال أن سارفاراز خان استأجر عمال بناء لعدة أشهر حيث كان يسمى دور اليوم الواحد , مسجد فوتي القديم هو واحد من أكبر المساجد في مدينة كومابور ومرشد أباد.
يبعد المسجد حوالي ثلاثة أرباع ميل عن قصر هزردوري الكبير الشهير , تبلغ مساحة المسجد الكبير 135 قدم طويلة و38 قدام عرضي ,ويملك خمس قباب وأربعة سلالم لولبية في الزوايا الأربعة تعلوها قباب , ولكن القباب لا تزال غير مكتملة , المسجد في الوقت الحاضر هو في حالة خراب جراء العبث في غابة قريبة من المسجد , قد يقع أي لحظة .